# Hoja informativa
Una hoja informativa u hoja de hechos es una presentación  de datos en un formato que resalta concisamente puntos clave en una única página impresa, normalmente utilizando tablas, encabezados o viñetas (no en el sentido de integrantes de una historieta, sino en el de signos tipográficos, como un punto grueso, que destacan enumeraciones).
En inglés se denomina fact sheet o information sheet. También se traduce por "datos clave" o "hechos clave". No debe confundirse con ficha técnica (datasheet), que es para un aparato particular  —por ejemplo un determinado modelo de teléfono móvil—  ni con hoja de cálculo. Para asuntos como el calentamiento mundial, la superpoblación o los incendios forestales puede haber una hoja informativa, pero no una ficha técnica. Una hoja informativa tampoco es lo mismo que un folleto, normalmente de carácter más publicitario y con un formato diferente (plegado).
Las hojas informativas contienen a menudo datos técnicos, listas, estadísticas, preguntas frecuentes y sus respuestas, material didáctico o indicaciones de tipo "hágalo usted mismo". A veces son un resumen de un documento más largo. Cuando se elabora una colección de hojas informativas, cada una de ellas relativas a un elemento individual de un tema determinado (por ejemplo planetas del sistema solar), se denominan a veces "fichas", aunque no hayan sido diseñadas ni con la intención de alojarlas en un fichero físico ni con el tamaño adecuado para este fin.

## Ejemplos

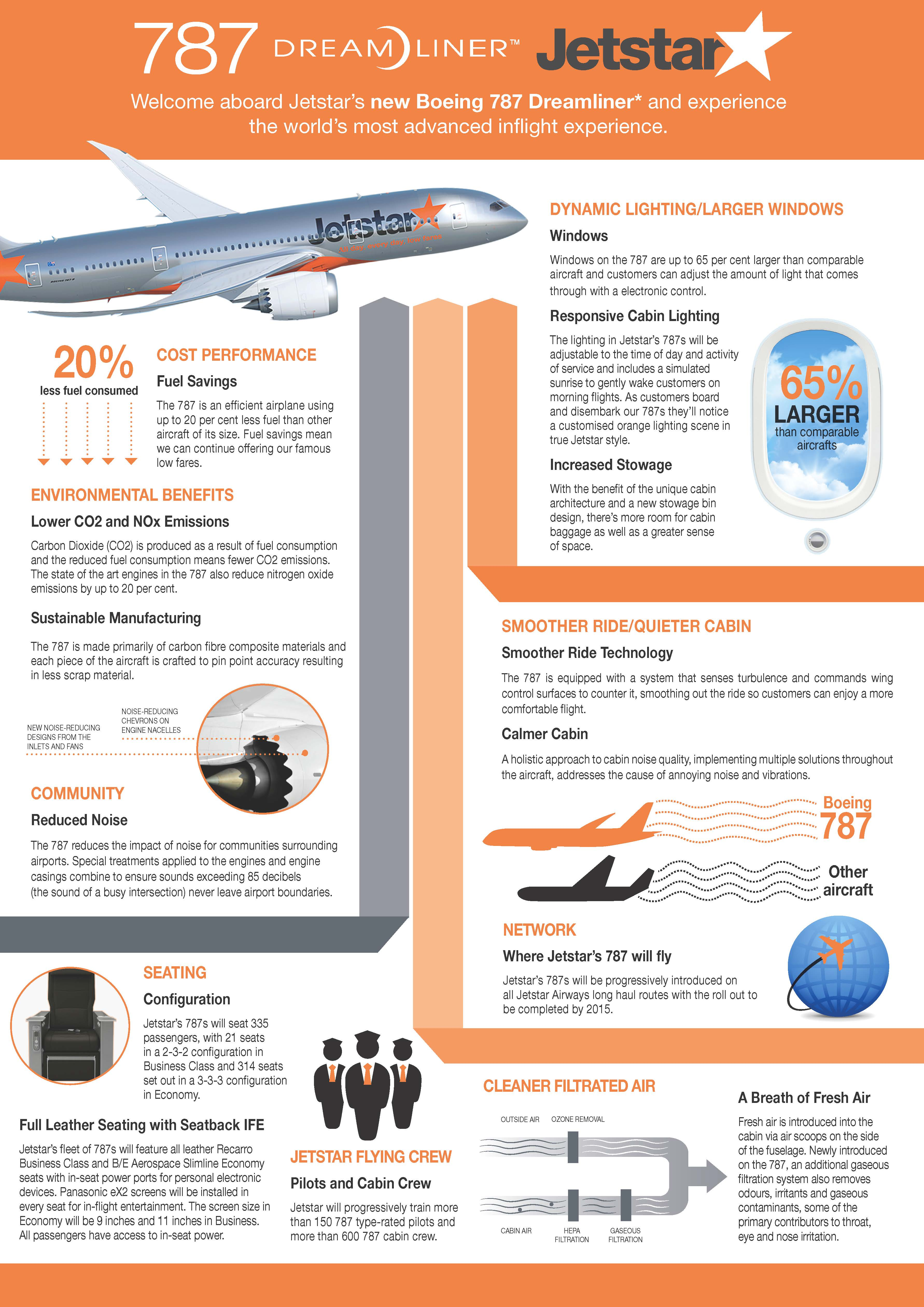
Hoja informativa del Jetstar 787 Dreamliner

- El Internal Revenue Service (agencia tributaria estadounidense) publica, sobre asuntos de interés, hojas informativas fácilmente utilizables. De otra forma serían necesarios documentos mucho más grandes.
- Muchas librerías universitarias venden, por cada tema, guías de estudio de una sola hoja, con información a menudo tabular.